# Francesco Anile
Francesco Anile (Polistena, 12 febbraio 1962) è un tenore italiano.
Canta regolarmente in Italia e all'estero, esibendosi nei teatri nazionali più prestigiosi, come il Teatro Massimo di Palermo e il San Carlo di Napoli. Turandot, Norma e Otello sono tra le opere del suo repertorio che interpreta con maggiore personalità. Nel febbraio 2009 Anile veste i panni di Canio, nell'allestimento di Zeffirelli di Pagliacci al Maggio Musicale Fiorentino.

## Biografia
Diplomato in clarinetto e canto al Conservatorio "F. Cilea" di Reggio Calabria, si è perfezionato con il baritono Aldo Protti a Cremona e, in seguito, come tenore, con il maestro Ottavio Taddei a Firenze. Nel 2001 ha seguito i corsi di alto perfezionamento del Verdi Opera Festival di Parma, tenuti da Renata Scotto e Maja Sunara.

## Premi
Premiato con numerose attestazioni e riconoscimenti, è stato finalista in prestigiosi concorsi:  il Toti Dal Monte di Treviso, il Laurivolpi di Latina, il Cilea di Reggio Calabria, il Bellini di Caltanissetta. Ha vinto il I premio E. Bastianini al Concorso Grandi Voci Toscane di Campi Bisenzio-Firenze e il III premio al Concorso Internazionale M. Del Monaco di Marsala.

## Direttori e registi
Ha lavorato con grandi direttori d'orchestra, come Nello Santi, Massimo Pradella, Donato Renzetti, Nikša Bareza, Evelino Pidò, Maurizio Arena, Loris Voltolini, Stefano Ranzani, Maurizio Benini, Pietro Mianiti, Antonio Pirolli, Giampaolo Bisanti,  Patrick Fourniller, Julian Kovatchev e Gianandrea Noseda. Di fama internazionale alcuni tra i registi delle opere che ha interpretato: Zeffirelli, Roberto De Simone, Gianfranco De Bosio, Federico Tiezzi, Plamen Kartalof, Henning Brockhaus, Renato Bonajuto, Pierfrancesco Maestrini, Aldo Tarabella, Hiroki Ihara, Ludek Golat, J. Peter Messner, Antonio Calenda, Pippo Del Bono, Eimuntas Nekrosius,

## Repertorio
Dall'inizio della sua attività, il repertorio di Francesco Anile si è arricchito di numerosi ruoli: Cavaradossi (Tosca), Pinkerton (Madama Butterfly), Luigi (Il tabarro), Ismaele (Nabucco), Manrico (Il trovatore), il Duca di Mantova (Rigoletto), Radames (Aida), solo per citarne alcuni.
La sua vocalità negli ultimi anni è maturata, diventando quella di un tenore lirico spinto e drammatico. È per questo che i ruoli che oggi predilige sono Calaf (Turandot), il Cavaliere Des Grieux (Manon Lescaut), Canio (Pagliacci), Pollione (Norma) e Otello.
Interpreta inoltre la Messa di requiem di Verdi, la Messa di Gloria di Puccini, la Messe a S. Cecile di  Bizet e le Sette parole dell'agonia di N.S.G.C. del compositore polistenese Michele Valensise.

### Interpretazioni
| Anno | n. | Titolo               | Compositore    | Ruolo       | Teatro                       | Città                      |
|      | 77 | Otello               | G. Verdi       | Otello      | Metropolitan Opera           | New York - Stati Uniti     |
|      | 76 | Aida                 | G. Verdi       | Radames     | Seul Art Centere             | Seul - Korea               |
|      | 75 | Otello               | G. Verdi       | Otello      | Teatro Regio                 | Torino                     |
|      | 74 | Cavalleria Rusticana | P. Mascagni    | Turiddu     | Teatro Sociale               | Como                       |
|      | 73 | Turandot             | G. Puccini     | Calaf       | Teatro Lirico                | Cagliari                   |
|      | 72 | Norma                | V. Bellini     | Pollione    | Teatro Lirico                | Cagliari                   |
| 2014 | 71 | Tosca                | G. Puccini     | Cavaradossi | Teatro Politeama Greco       | Lecce                      |
|      | 70 | Tosca                | G. Puccini     | Cavaradossi | Bassano Opera Festival       | Como                       |
|      | 69 | Pagliacci            | R. Leoncavallo | Canio       | Teatro Lirico                | Cagliari                   |
|      | 68 | Otello               | G. Verdi       | Otello      | Teatro degli Arcimboldi      | Milano                     |
|      | 67 | Otello               | G. Verdi       | Otello      | Teatro Sociale di Como       | Como                       |
|      | 66 | Aida                 | G. Verdi       | Radames     | Teatro Nazionale             | Kiev - Ukraina             |
|      | 65 | Il tabarro           | G. Puccini     | Luigi       | Gran Teatro Puccini          | Torre del Lago (LU)        |
|      | 64 | Cavalleria rusticana | P. Mascagni    | Turiddu     | Gran Teatro Puccini          | Torre del Lago (LU)        |
|      | 63 | Aida                 | G. Verdi       | Radames     | Arena Romana di Viminacium   | Belgrado                   |
|      | 62 | Pagliacci            | R. Leoncavallo | Canio       | Teatro Coliseo               | Buenos Aires - Argentina   |
|      | 61 | Otello               | G. Verdi       | Otello      | Teatro Lirico di Cagliari    | Cagliari                   |
| 2013 | 60 | Manon Lescaut        | G. Puccini     | Des Grieux  | Hamburgische Staatsoper      | Amburgo                    |
|      | 59 | Pagliacci            | R. Leoncavallo | Canio       | Teatro Comunale Bologna      | Bologna                    |
|      | 58 | Pagliacci            | R. Leoncavallo | Canio       | Festival Lirico              | Ascoli Piceno              |
| 2012 | 57 | Turandot             | G. Puccini     | Calaf       | Teatro Comunale              | Bologna                    |
|      | 56 | Madama Butterfly     | G. Puccini     | Pinkerton   | Seoul Arts Center            | Seul ( Korea)              |
|      | 55 | Turandot             | G. Puccini     | Calaf       | Busan Teatro Nazionale       | Busan ( Korea)             |
|      | 54 | Aida                 | G. Verdi       | Radames     | Terme di Caracalla           | Roma                       |
|      | 53 | Manon Lescaut        | G. Puccini     | Des Grieux  | London (SBC)                 | Londra                     |
|      | 52 | Manon Lescaut        | G. Puccini     | Des Grieux  | Teatro del Maggio Fiorentino | Firenze                    |
| 2011 | 51 | Cavalleria rusticana | P. Mascagni    | Turiddu     | Teatro alla Scala            | Milano                     |
|      | 50 | Trovatore            | G. Verdi       | Manrico     | Macao Music Festival         | Macao                      |
|      | 49 | Pagliacci            | R. Leoncavallo | Canio       | Teatro G. Di Stefano         | trapani                    |
|      | 48 | Cavalleria rusticana | P. Mascagni    | Turiddu     | Teatro G. Di Stefano         | Trapani                    |
|      | 47 | Aida                 | G. Verdi       | Radames     | Teatro Massimo Palermo       | Palermo                    |
|      | 46 | Carmen               | G. Bizet       | Don Josè    | Cairo Opera House            | Cairo - Egitto             |
|      | 45 | Requiem              | G. Verdi       | Tenore      | Cairo Simphony Orchestra     | Cairo - Egitto             |
| 2010 | 44 | Tosca                | G. Puccini     | Cavaradossi | Limoges Teatro Comunale      | Limoges - Francia          |
|      | 43 | Pagliacci            | R. Leoncavallo | Canio       | Teatro Marrucino di Chieti   | Chieti                     |
|      | 42 | Manon Lescaut        | G. Puccini     | Des Grieux  | Teatro La Fenice di Venezia  | Venezia                    |
|      | 41 | Norma                | V. Bellini     | Pollione    | Teatro Sociale               | Trento                     |
|      | 40 | Norma                | V. Bellini     | Pollione    | Teatro Sociale               | Como                       |
|      | 39 | Norma                | V. Bellini     | Pollione    | Teatro Ponchielli            | Cremona                    |
|      | 38 | Norma                | V. Bellini     | Pollione    | Teatro Fraschini             | Pavia                      |
|      | 37 | Norma                | V. Bellini     | Pollione    | Teatro Giuseppe Verdi        | Pisa                       |
|      | 36 | Madama Butterfly     | G. Puccini     | Pinkerton   | Teatro San Carlo di Napoli   | Napoli                     |
|      | 35 | Pagliacci            | R. Leoncavallo | Canio       | Teatro Massimo di Palermo    | Palermo                    |
|      | 34 | Cavalleria rusticana | P. Mascagni    | Turiddu     | Teatro Lirico di Cagliari    | Cagliari                   |
|      | 33 | Il trovatore         | g. Verdi       | Manrico     | Teatro Pérez Galdòs          | Las Palmas de Gran Canaria |
|      | 32 | Pagliacci            | R. Leoncavallo | Canio       | Teatro del Maggio Fiorentino | Firenze                    |
|      | 31 | Turandot             | G. Puccini     | Calaf       | Teatro Filarmonico           | Verona                     |
| 2009 | 30 | Turandot             | G. Puccini     | Calaf       | Opera de Massy               | Massy - Francia            |
|      | 29 | Tosca                | G. Puccini     | Cavaradossi | Teatro Rendano               | Cosenza                    |
|      | 28 | Aida                 | G. Verdi       | Radames     | Teatro Massimo               | Palermo                    |
|      | 27 | Turandot             | G. Puccini     | Calaf       | Teatro Grande                | Brescia                    |
|      | 26 | Turandot             | G. Puccini     | Calaf       | Teatro Ponchielli            | Cremona                    |
|      | 25 | Turandot             | G. Puccini     | Calaf       | Teatro dell'Aquila Fermo     | Fermo                      |
|      | 24 | Turandot             | G. Puccini     | Calaf       | Teatro Fraschini             | Pavia                      |
|      | 23 | Turandot             | G. Puccini     | Calaf       | Teatro Sociale di Como       | Como                       |
|      | 22 | Cavalleria rusticana | G. Mascagni    | Turiddu     | Teatro delle Asturie         | Gijon - Spagna             |
|      | 21 | Aida                 | G. Verdi       | Radames     | Terme di Caracalla           | Roma                       |
|      | 20 | Manon Lescaut        | G. Puccini     | Des Grieux  | Teatro Massimo               | Catania                    |
|      | 19 | Manon Lescaut        | G. Puccini     | Des Grieux  | Teatro Massimo               | Palermo                    |
|      | 18 | Norma                | V. Bellini     | Pollione    | Teatro Comunale              | Bologna                    |
|      | 17 | Iris                 | P. Mascagni    | Osaka-Jor   | Teatro Verdi                 | Trieste                    |
| 2008 | 16 | Il tabarro           | G. Puccini     | Luigi       | Teatro Alighieri Ravenna     | Ravenna                    |
|      | 15 | Madama Butterfly     | G. Puccini     | Pinkerton   | Daegu National Theater       | Seoul - Korea              |
|      | 14 | Cavalleria rusticana | P. Mascagni    | Turiddu     | Croatian National Theatre    | Zagabria - Croazia         |
|      | 13 | Cavalleria Rusticana | P. Mascagni    | Turiddu     | Bunka Kaikan Theatre         | Tokio - Giappone           |
|      | 12 | Cavalleria Rusticana | P. Mascagni    | Turiddu     | Biwako Hall                  | Otzu - Giappone            |
|      | 11 | Cavalleria rusticana | P. Mascagni    | Turiddu     | Teatro Massimo               | Palermo                    |
|      | 10 | Cavalleria rusticana | P. Mascagni    | Turiddu     | Teatro San Carlo             | Napoli                     |
|      | 9  | Aida                 | G. Verdi       | Radames     | Seoul Arts Center            | Seul - Korea               |
| 2007 | 8  | Il tabarro           | G. Puccini     | Luigi       | Teatro del Giglio            | Lucca                      |
|      | 7  | Il trovatore         | G. Verdi       | Manrico     | SNG Opera in balet           | Ljubljana - Slovenia       |
|      | 6  | Il trovatore         | G. Verdi       | Manrico     | Teatro Opera                 | Zagabria - Croazia         |
| 2006 | 5  | Otello               | G. Verdi       | Otello      | Seoul Arts Center            | Seul - Korea               |
|      | 4  | Carmen               | G. Bizet       | Don Josè    | Cairo Opera House            | Il Cairo - Egitto          |
|      | 3  | Madama Butterfly     | G. Puccini     | Pinkerton   | Cairo Opera House            | Il Cairo - Egitto          |
| 2005 | 2  | Il trovatore         | G. Verdi       | Manrico     | Teatro Verdi                 | Campobasso                 |
| 2004 | 1  | Aida                 | G. Verdi       | Radames     | Arena Antica                 | Plovdiv - Bulgaria         |